# ФК «Крылья Советов» Куйбышев в сезоне 1983
Сезон 1983 — 40-й сезон «Крыльев Советов», в том числе 3-й сезон в третьем по значимости дивизионе СССР. По итогам чемпионата команда заняла 1-е место.

## Чемпионат СССР (вторая лига)

### Чемпионат СССР по футболу 1983 (вторая лига, 2 зона)

#### Турнирная таблица
| Место | Команда                     | И  | В  | Н  | П | Мячи  | О  |
| ----- | --------------------------- | -- | -- | -- | - | ----- | -- |
| 1     | «Крылья Советов» (Куйбышев) | 28 | 19 | 8  | 1 | 49-18 | 46 |
| 2     | «Металлург» (Магнитогорск)  | 28 | 14 | 6  | 8 | 56-30 | 34 |
| 3     | «Локомотив» (Челябинск)     | 28 | 13 | 8  | 7 | 41-23 | 34 |
| 4     | «Зенит» (Ижевск)            | 28 | 13 | 7  | 8 | 39-22 | 33 |
| 5     | «Рубин» (Казань)            | 28 | 11 | 10 | 7 | 35-27 | 32 |

#### Результаты матчей
| 02 мая 1983 1 тур | «Сталь» (Чебоксары) | 1:2 | «Крылья Советов» (Куйбышев) |  |

| 06 мая 1983 2 тур | «Дружба» (Йошкар-Ола) | 1:1 | «Крылья Советов» (Куйбышев) |  |

| 19 мая 1983 4 тур | «Крылья Советов» (Куйбышев) | 1:0 | «Гастелло» (Уфа) |  |

| 29 мая 1983 5 тур | «Турбина» (Брежнев) | 0:1 | «Крылья Советов» (Куйбышев) |  |

| 01 июня 1983 6 тур | «Рубин» (Казань) | 0:0 | «Крылья Советов» (Куйбышев) |  |

| 08 июня 1983 7 тур | «Крылья Советов» (Куйбышев) | 2:0 | «Волга» (Горький) |  |

| 11 июня 1983 8 тур | «Крылья Советов» (Куйбышев) | 1:0 | «Химик» (Дзержинск) |  |

| 18 июня 1983 9 тур | «Уралмаш» (Свердловск) | 0:0 | «Крылья Советов» (Куйбышев) |  |

| 21 июня 1983 10 тур | «Уралец» (Нижний Тагил) | 1:1 | «Крылья Советов» (Куйбышев) |  |

| 28 июня 1983 11 тур | «Крылья Советов» (Куйбышев) | 2:1 | «Звезда» (Пермь) |  |

| 02 июля 1983 12 тур | «Крылья Советов» (Куйбышев) | 1:0 | «Зенит» (Ижевск) |  |

| 07 июля 1983 13 тур | «Локомотив» (Челябинск) | 1:0 | «Крылья Советов» (Куйбышев) |  |

| 10 июля 1983 14 тур | «Металлург» (Магнитогорск) | 1:2 | «Крылья Советов» (Куйбышев) |  |

| 18 июля 1983 16 тур | «Торпедо» (Тольятти) | 1:2 | «Крылья Советов» (Куйбышев) |  |

| 07 августа 1983 17 тур | «Крылья Советов» (Куйбышев) | 3:1 | «Дружба» (Йошкар-Ола) |  |

| 10 августа 1983 18 тур | «Крылья Советов» (Куйбышев) | 5:0 | «Сталь» (Чебоксары) |  |

| 18 августа 1983 20 тур | «Гастелло» (Уфа) | 0:1 | «Крылья Советов» (Куйбышев) |  |

| 23 августа 1983 21 тур | «Крылья Советов» (Куйбышев) | 5:0 | «Турбина» (Брежнев) |  |

| 26 августа 1983 22 тур | «Крылья Советов» (Куйбышев) | 1:1 | «Рубин» (Казань) |  |

| 01 сентября 1983 23 тур | «Волга» (Горький) | 1:3 | «Крылья Советов» (Куйбышев) |  |

| 04 сентября 1983 24 тур | «Химик» (Дзержинск) | 1:1 | «Крылья Советов» (Куйбышев) |  |

| 10 сентября 1983 25 тур | «Крылья Советов» (Куйбышев) | 2:2 | «Уралмаш» (Свердловск) |  |

| 13 сентября 1983 26 тур | «Крылья Советов» (Куйбышев) | 2:0 | «Уралец» (Нижний Тагил) |  |

| 20 сентября 1983 27 тур | «Звезда» (Пермь) | 1:1 | «Крылья Советов» (Куйбышев) |  |

| 24 сентября 1983 28 тур | «Зенит» (Ижевск) | 1:3 | «Крылья Советов» (Куйбышев) |  |

| 01 октября 1983 29 тур | «Крылья Советов» (Куйбышев) | 3:2 | «Металлург» (Магнитогорск) |  |

| 04 октября 1983 30 тур | «Крылья Советов» (Куйбышев) | 1:0 | «Локомотив» (Челябинск) |  |

| 12 октября 1983 32 тур | «Крылья Советов» (Куйбышев) | 2:1 | «Торпедо» (Тольятти) |  |

### Чемпионат СССР по футболу 1983 (вторая лига, финал III)

#### Турнирная таблица
| Место | Команда                     | И | В | Н | П | Мячи | О |
| ----- | --------------------------- | - | - | - | - | ---- | - |
| 1     | «Динамо» (Батуми)           | 4 | 2 | 1 | 1 | 4-1  | 5 |
| 2     | «Крылья Советов» (Куйбышев) | 4 | 2 | 1 | 1 | 3-3  | 5 |
| 3     | «Нефтянник» (Фергана)       | 4 | 0 | 2 | 2 | 1-4  | 2 |

#### Результаты матчей
| 23 октября 1983 | «Крылья Советов» (Куйбышев) | 1:0 | «Динамо» (Батуми) |  |

| 27 октября 1983 | «Нефтянник» (Фергана) | 1:1 | «Крылья Советов» (Куйбышев) |  |

| 08 ноября 1983 | «Крылья Советов» (Куйбышев) | 1:0 | «Нефтянник» (Фергана) |  |

| 12 ноября 1983 | «Динамо» (Батуми) | 2:0 | «Крылья Советов» (Куйбышев) |  |